# Hordeinae
Sous-tribu
Les Hordeinae sont une sous-tribu de plantes monocotylédones de la famille des Poaceae, sous-famille des Pooideae, qui comprend 22 genres et 448 espèces.

## Synonymes
Selon Soreng et al. :
- Elyminae Benth. [1881],
- Agropyrinae Nevski [1933],
- Clinelyminae Nevski [1933, nom. illeg.],
- Roegneriinae Nevski [1933],
- Henrardiinae C.E. Hubb. [1948]

## Liste des genres
Selon Soreng et al.
- Agropyron,
- Anthosachne,
- Australopyrum,
- Connorochloa,
- Crithopsis,
- Douglasdewya,
- Elymus (syn. – Campeiostachys, Elytrigia, Hystrix, Roegneria, Sitanion),
- Eremopyrum,
- Festucopsis,
- Henrardia,
- Heteranthelium,
- Hordelymus,
- Hordeum (syn. – Critesion),
- Kengyilia,
- Leymus (syn. – Aneurolepidium, Eremium,  Macrohystrix,  Microhystrix),
- Pascopyrum,
- Peridictyon,
- Psathyrostachys,
- Pseudoroegneria,
- Secale,
- Stenostachys,
- Taeniatherum.